# Horzyca

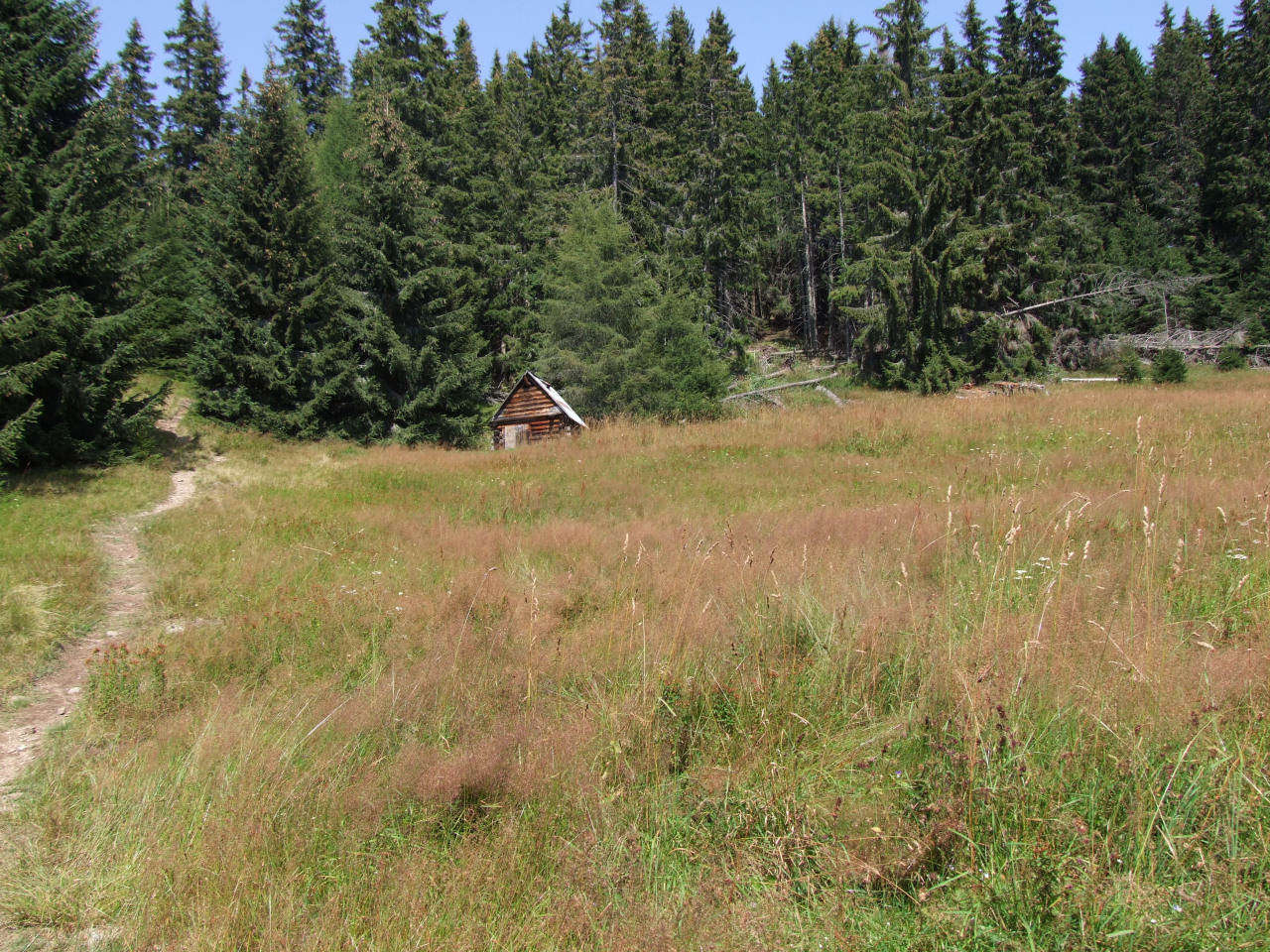
Polana Horzyca

Horzyca (słow. Horica) – polana na grzbiecie Klinowate w słowackich Tatrach Zachodnich. Znajduje się na niej szałas w stylu skandynawskim, z zamykanymi drzwiami, wyposażony w piec, prycze do spania, stół, siekierkę. Przy szlaku powyżej polany źródełko wody. Szlak turystyczny do tej polany dostępny jest przez cały rok, powyżej polany (na Baraniec) tylko od 1 lipca do 31 października. Polana to pozostałość dawnego pasterstwa. Rośnie na niej wiele cennych gatunków roślin tatrzańskich.

## Szlaki turystyczne
– zielony szlak z autokempingu „Raczkowa” przez Klinowate i Mały Baraniec na szczyt Barańca.
- Czas przejścia z autokempingu do polany: 1:20 h, ↓ 1 h
- Czas przejścia z polany na szczyt Barańca: 2:40 h, ↓ 2 h